# Sigh No More (álbum de Mumford & Sons)
Sigh No More é o álbum de estreia da banda britânica de folk rock Mumford & Sons. Foi lançado em 02 de outubro de 2009 no Reino Unido, e em 16 de fevereiro de 2010 nos Estados Unidos e Canadá. O álbum debutou no UK Albums Chart na 11ª posição em 11 de outubro conseguindo atingir o 2º lugar em 20 de fevereiro de 2011, em sua 72ª semana na parada e na sequência da sua vitória Álbum do Ano no Brit Awards 2011. No início de 2011, o álbum alcançou o 2º lugar na Billboard 200 nos EUA.
Em 20 de julho de 2010, foi nomeado para o Mercury Prize, concedido anualmente ao melhor álbum britânico e irlandês Em 6 de dezembro de 2010, uma versão de luxo foi lançado. Isto incluiu o álbum original, um CD ao vivo do show no O2 Shepherds Bush Empire, e um DVD contendo as três partes do Gentlemen of the Road documentaries. Em 15 de fevereiro de 2011, o álbum recebeu o prêmio de álbum do ano no Brit Awards Nos Estados Unidos, foi o terceiro álbum mais baixado digitalmente em 2011, vendendo 761,000 cópias.

## Recepção

### Recepção da critica
| Críticas profissionais | Críticas profissionais |
| Pontuações agregadas   | Pontuações agregadas   |
| Fonte                  | Avaliação              |
| ---------------------- | ---------------------- |
| Metacritic             | 68/100                 |
| Avaliações da crítica  |                        |
| Fonte                  | Avaliação              |
| AbsolutePunk           | [ 6 ]                  |
| All Music Guide        | [ 7 ]                  |
| BBC                    | (positiva)             |
| Paste Magazine         | 9.1/10                 |
| Pop Matters            | 8/10                   |
| Rolling Stone          | [ 11 ]                 |
| Spin                   | [ 12 ]                 |
| Sputnikmusic           | [ 13 ]                 |
| The Guardian           | [ 14 ]                 |
| The New York Times     | [ 15 ]                 |

Gregory Robson em uma análise para o Absolute Punk, em que avaliou o álbum com nota 9, dizendo que, "O que é mais emocionante em Sigh No More é que não é um décimo álbum de uma banda, onde eles finalmente acertam o passo. Este é de fato um primeiro disco da banda. Além dos três EPs, não há grande catálogo de material. E depois há a juventude. Como é que um disco com esta visão de futuro, dramático, intemporal que vêm de quatro rapazes tão jovens? Quem é verdadeiramente mais precoce do que eles? Transformador, êxtase e totalmente confiante, Sigh No More é como uma cabeça e ombros acima da concorrência". A revista BBC Music publicou uma análise positiva para o álbum, dizendo "Sigh No More vê quatro membros em 'Mumford and Sons' riscando para um território igualmente distinto, conquistando uma maior parte vencedora, sendo uma estréia que merece um público à altura das suas convicções impressionantes.
Rachel Dovey publicou uma análise para a Paste Magazine dizendo: "Este é um álbum que acerta de primeira. Mas quando você reunir-se, receber de volta e ouvir de novo, você vai querer apenas apertar o botão play pela segunda vez. Mumford & Sons não tem nenhuma razão para se desculpar em 'Sigh No More', pois é uma 'estréia assassina'". Ben Schumer ao Pop Matters, avaliou o álbum o disco com nota 8, onde o disse que: "Sigh No More inspira evangelismo por pura força de vontade. Entre lamentação emocionante de Mumford and Sons, é um renascimento difícil de resistir. Não é um registro impecável, mas ele faz um trabalho muito bom de fazer você olhar para o outro lado. Quanto mais ouvir este álbum, mais eu percebo que é contra o cinismo revestida de teflon".
Jon Young escreveu a revista Spin que "Com canções folclóricas e heroicas vindo para esta estréia vencendora, Marcus Mumford e seus companheiros de Hale (que não são parentes) empregam uma estratégia que traz mais sutileza do que a maioria dos roqueiros já vistos". O analista e elogiou as canções "Roll Away Your Stone" e "I Gave You All", afirmando que "Refletiram sobre o verdadeiro amor e verdade cósmica nessas melodias empolgantes". Davey Boy foi critico em sua análise ao Sputnikmusic, dizendo que: "Como todo álbum que tenta trazer um pouco de acessibilidade a um gênero especifico, "Sigh No More" é a certeza de ter seus detratores. Fraquezas, como ser muito liso, letras repetitivas e uma estrutura rígida música vai ser levantada, assim como o debate cansativo sobre educação da banda", mas ressaltou que "No entanto, é preciso também ter em mente que este é um LP de estréia por um quarteto bastante jovem.

### Prêmios e Indicações
| Ano  | Prêmio                 | Categoria                 | Trabalho Nomeado | Resultado | Ref.   |
| ---- | ---------------------- | ------------------------- | ---------------- | --------- | ------ |
| 2011 | Billboard Music Awards | Melhor Álbum de Rock      | Sigh No More     | Venceu    | [ 16 ] |
| 2011 | Billboard Music Awards | Melhor Álbum Alternativo  | Sigh No More     | Venceu    | [ 16 ] |
| 2011 | Billboard Music Awards | Melhor canção Alternativo | The Cave         | Indicado  | [ 16 ] |
| 2011 | Billboard Music Awards | Melhor canção Alternativo | Little Lion Man  | Indicado  | [ 16 ] |
| 2011 | Billboard Music Awards | Melhor canção de Rock     | Little Lion Man  | Indicado  | [ 16 ] |
| 2011 | Brit Awards            | Álbum Britânico do ano    | Sigh No More     | Venceu    | [ 17 ] |
| 2011 | Grammy Awards          | Melhor canção de Rock     | Little Lion Man  | Indicado  | [ 18 ] |
| 2012 | Grammy Awards          | Gravação do ano           | The Cave         | Indicado  | [ 19 ] |
| 2012 | Grammy Awards          | Canção do ano             | The Cave         | Indicado  | [ 19 ] |
| 2012 | Grammy Awards          | Melhor canção de Rock     | The Cave         | Indicado  | [ 19 ] |
| 2012 | Grammy Awards          | Melhor performance rock   | The Cave         | Indicado  | [ 19 ] |

### Desempenho Comercial
O álbum vendeu mais de um milhão de cópias tanto no Reino Unido quanto dos Estados Unidos. Sendo que nos EUA, o álbum vendeu em 2010, 626.000 cópias e em 2011, 1,282.000. E até outubro de 2012, já teria vendido 3,04 milhões de cópias no país, e se tornou apenas o sétimo a álbum  da história (até então) a vender mais de um milhão de cópias digitais com 1,650,000 de cópias vendidas.

## Lista de Faixas
| Edição padrão  |                        |                                                        |                |         |  |
| N.º            | Título                 | Compositor(es)                                         | Produtor(es)   | Duração |  |
| 1.             | "Sigh No More"         | Ted Dwane, Ben Lovett, Country Winston, Marcus Mumford | Markus Dravs   | 3:27    |  |
| 2.             | "The Cave"             | Dwan, Lovett, Winston, Marcus                          | Dravs          | 3:33    |  |
| 3.             | "Winter Winds"         | Dwan, Lovett, Winston, Marcus                          | Dravs          | 3:39    |  |
| 4.             | "Roll Away Your Stone" | Dwan, Lovett, Winston, Marcus                          | Dravs          | 4:26    |  |
| 5.             | "White Blank Page"     | Dwan, Lovett, Winston, Marcus                          | Dravs          | 4:14    |  |
| 6.             | "I Gave You All"       | Dwan, Lovett, Winston, Marcus                          | Dravs          | 4:14    |  |
| 7.             | "Little Lion Man"      | Dwan, Lovett, Winston, Marcus                          | Dravs          | 4:07    |  |
| 8.             | "Timshel"              | Dwan, Lovett, Winston, Marcus                          | Dravs          | 2:53    |  |
| 9.             | "Thistle & Weeds"      | Dwan, Lovett, Winston, Marcus                          | Dravs          | 4:49    |  |
| 10.            | "Awake My Soul"        | Dwan, Lovett, Winston, Marcus                          | Dravs          | 4:15    |  |
| 11.            | "Dust Bowl Dance"      | Dwan, Lovett, Winston, Marcus                          | Dravs          | 4:43    |  |
| 12.            | "After The Storm"      | Dwan, Lovett, Winston, Marcus                          | Dravs          | 4:07    |  |
| Duração total: | Duração total:         | Duração total:                                         | Duração total: | 48:33   |  |

## Paradas musicais
| Parada (2009-2012)                  | Melhor Posição |
| ----------------------------------- | -------------- |
| Alemanha (Media Control)            | 29             |
| Austrália (ARIA Charts)             | 1              |
| Áustria (Ö3 Austria Top 40)         | 26             |
| Bélgica Flanders (Ultratop 50)      | 3              |
| Canadá (Canadian Albums Chart)      | 2              |
| Dinamarca (Hitlisten)               | 20             |
| Irlanda (Irish Albums Chart)        | 1              |
| Nova Zelândia (RIANZ Charts)        | 1              |
| Países Baixos (MegaCharts)          | 3              |
| Suécia (Sverigetopplistan)          | 28             |
| Suíça (Schweizer Hitparade)         | 21             |
| Reino Unido (UK Albums Chart)       | 2              |
| Estados Unidos (Billboard 200)      | 2              |
| Estados Unidos (Alternative Albums) | 1              |
| Estados Unidos (Rock Albums)        | 1              |

| País           | Fornecedor | Certificação | Vendas     |
| -------------- | ---------- | ------------ | ---------- |
| Alemanha       | BVMI       | Platina      | 200,000+   |
| Austrália      | ARIA       | 4× Platina   | 280,000+   |
| Bélgica        | BEA        | Platina      | 40,000+    |
| Canadá         | MC         | 2× Platina   | 160,000+   |
| Europa         | IFPI       | Platina      | 1,000,000+ |
| Nova Zelândia  | RIANZ      | 2× Platina   | 30,000+    |
| Reino Unido    | BPI        | 5× Platina   | 1,500,000+ |
| Estados Unidos | RIAA       | 3× Platina   | 3,000,000+ |